# Ugh! (videogioco 1983)
Ugh! è un videogioco d'azione a tema preistorico pubblicato nel 1983 per i computer Commodore 64, Dragon 32, TRS-80 Color Computer e ZX Spectrum dall'azienda britannica Softek. Ugh è anche il nome del protagonista, un cavernicolo che deve rubare uova e difendersi dai dinosauri.
Il seguito Firequest uscì l'anno successivo solo per Commodore 64.

## Modalità di gioco
La schermata di gioco è composta da un semplice labirinto di percorsi diagonali a zig-zag, mostrato con visuale isometrica fissa. Il protagonista Ugh, un cavernicolo, parte dalla propria caverna in basso a sinistra e deve raggiungere il nido in cima allo schermo per raccogliere le uova, che può trasportare solo una alla volta e deve riportare alla caverna. Il movimento diagonale è stato a volte giudicato un po' difficile.
I nemici sono lo pterodattilo proprietario del nido, che vola e lascia cadere rocce contro Ugh, e un tirannosauro che si aggira lungo i percorsi. Su Commodore 64 il tirannosauro si alterna con un triceratopo. Se Ugh viene raggiunto da una roccia o da un dinosauro terrestre si perde una vita.
Ugh ha una lancia per combattere tutti i tipi di dinosauri. La può scagliare nella direzione in cui sta avanzando, e se colpisce un bersaglio questo è eliminato, ma ritorna in scena qualche tempo dopo. La lancia è monouso, si perde dopo averla lanciata oppure se si raccoglie un uovo, ma viene sostituita con un'altra quando si torna alla caverna.
Ci sono più livelli con differente forma dei percorsi e si può selezionare un livello di difficoltà generale.